# The Order:1886
『The Order:1886』（ジ・オーダー：1886）は、レディアットドーンが開発し、ソニー・コンピュータエンタテインメントより発売されたPlayStation 4専用アクションアドベンチャーゲーム。
本作は産業革命で全盛期を迎えている大英帝国を舞台に騎士団と反乱軍、半獣の戦いを描く。
本作ではブラックウォーターという回復・強化アイテムが存在し、これを服用することにより知覚強化もおこり、ゲーム内の時間の流れがゆるやかになり、より正確な射撃ができるというシステム「ブラックサイト」が発動する。

## ストーリー
西暦1886年。イギリス・ヴィクトリア朝中期のロンドン。当時の大英帝国は産業革命による経済発展で絶頂期を迎えていた。しかしその裏では人類を脅かす半獣(ライカン)と「オーダー」と呼ばれる騎士団の戦いが行われていた。
パーシバル卿ことマロリーは、反乱軍が騎士団の最新装備を用いる事に疑問を持ち、騎士団の資金源ともなっているインド連合会社の飛行船に潜入し、反乱軍とインド連合会社の結託を掴むも、あと一歩のところで飛行船の爆発に巻き込まれて死亡した。マロリーを慕っていたガラハッド卿ことグレイソンは、復讐のために反乱軍リーダーのラクシュミと接触するが、そこで腐敗した騎士団の実態を目撃する。
ガラハッド卿は、反乱軍と協力してヘイスティングス卿の逮捕に向かうが、アラステアの裏切りにより騎士団に拘束され、独断の行動と、反乱軍と秘密裏に接触していたことから評議会に死刑を下される。
パーシバル卿の名を継いだラファイエット侯爵は、信頼していたグレイソンの裏切りに疑問を持っていた。
一方、グレイソンは騎士団の主任研究員にして、反乱軍の一員でもあるニコラ・テスラによって助け出され、ラファイエット侯爵と再会する。
グレイソンの脱獄に協力したテスラはアラステアに命を狙われるが、グレイソンによって阻止される。

## 登場人物

### 騎士団 (オーダー)
半獣と戦うために組織された騎士団。詳しい結成時期は不明だが、大英帝国と同じか、それ以上の期間にわたって存在していると言われている。
その伝統ゆえに帝国貴族院議員や政府要職についている構成員もおり、大英帝国内に強大な権限を有している。
オーダーの騎士はアーサー王伝説の登場人物を基にしたコードネームを名乗っている。このコードネームは襲名制であり、たとえば、パーシヴァル卿を名乗っていたマロリーが亡くなった場合は、ラファイエットがパーシヴァルの名を受け継いだ。
これによってオーダーの起源がアーサー王の時代（5世紀後半から6世紀初め）まで遡ることを示唆している。
グレイソン / ガラハッド卿 (Grayson / Sir Galahad)
声：森川智之
本作の主人公。騎士団最強と誉れ高い騎士で、アーサー王伝説で聖杯を発見した3騎士のひとりガラハッドの名前を冠している。勇敢で正義感が強く、マロリーを兄のように慕っている。
セバスチャン・マロリー / パーシバル卿 (Sebastian Mallory / Sir Percival)
声:井上和彦
2代目パーシバル卿。ガラハッドとは旧知の仲である老騎士。『アーサー王の死』で知られるトマス・マロリーをモデルとしている。洞察力に優れ、強い決断力を持つ反面に目的の為に手段を選ばず、無謀な行動に出やすい。反乱軍と騎士団の癒着を突き止めるが、乗っていた飛行船の爆発に巻き込まれて死亡する。
イザベル・アーガイル / レディー・イグレイン (Isabeau D'Argyll / Lady Igraine)
声:佐古真弓
歴代最年少で入団した女騎士。その才能ゆえに自信過剰なところがある。師であるグレイソンに微かな恋心を寄せている。イグレインとはアーサー王の母の名前である。マロリー死後、一時行方不明となったグレイソンをホワイトチャペルで発見し、グレイソンを反乱軍の一味と判断し以降はグレイソン逮捕に奔走するようになる。
ラファイエット侯爵 / 三代目パーシバル卿 (Marquis de Lafayette / Sir Perceval)
声:興津和幸
諸国を外遊していたフランス貴族。戦闘能力の高さをかわれ騎士見習いとして騎士団に入った。独立革命とフランス革命の双方における活躍によって「両大陸の英雄」と讃えられた。飄々としていてユーモア溢れる性格で周囲を和ませる人柄で、グレイソンからの信頼も厚い。マロリー死後は3代目パーシバル卿として騎士団を指揮する立場となる一方で、グレイソンの裏切りに疑問を持ち続け、裁判でも彼の有罪判決を躊躇った。答えを知る為に脱獄したグレイソンとホワイトチャペルで再会する。
ニコラ・テスラ (Nikola Tesla)
声:羽多野渉
1884年、移住先のアメリカで騎士団のスカウトを受け、騎士団の一員となる。主任研究員として数多くのアイテムを発明してきた。交流電流の発明者で、トーマス・エジソンとは仲が悪いようである。実は反乱軍の一員でもあり、脱獄したグレイソンをいち早く救出に駆け付け、保護する。騎士団の立場もある為、一時的にウェストミンスターへ戻るが、アラステアにグレイソンを匿ったとして命を狙われるも間一髪駆け付けたグレイソンに救われる。
アウグストゥス・アーガイル男爵 (Baron Augustus D'Argyll)
声:西村知道
オーダーをまとめる大法官。イザベルとアラステアの父で、2人を養子として迎えた。常に慎重な決断をとる。伝説ではアーサー王と共に戦っていたランスロットであると言われている。
アラステア・アーガイル / ルーカン卿 (Alastair D'Argyll / Sir Lucan)
声:木下浩之
オーダーの騎士団長。イザベルの義理の兄である。騎士団の掟や志を尊重するも、多少のリスクを避けられないとしてマロリーの独断行動や、グレイソンのインド連合会社への潜入では同行して協力した。その正体は半獣であり、ヘイスティングス卿の正体を知っており、彼の命令で行動を共にしていた。ウェストミンスターでテスラの殺害を目論むも救出に駆け付けたグレイソンに敗北し、殺害された。
ジェイコブ・ファン・ネック / ヘイスティングス卿 (Jacob van Neck / Lord Hastings)
声:大塚芳忠

### 反乱軍
産業革命による格差拡大に苦しみ、社会改革のために動く人々。
ラクシュミ・バイ (Lakshmi Bai)
声:恒松あゆみ
反乱軍のリーダー。「インド大反乱」の指導者でもある。作中ではジャーンシーのラニと呼ばれている。
デヴィ・ナイヤル (Devi Nayar)
声:小林ゆう
反乱軍の一員で、ラクシュミの右腕的存在。
フィンリー (Finley)
反乱軍の一員。

### その他
アーサー・コナン・ドイル (Arthur Conan Doyle)
声:岩崎了
警察署長。反乱軍と切り裂きジャック、ホワイトチャペルの繋がりに関して調査を行う。

### 半獣
人類とは異なる方向に進化した種族。
ライカン (Lycan)
半獣の一種である、人狼。個体数は少ないが、身体能力は高い。また、人間へ完璧に擬装する能力を備えている。
吸血鬼 (Vampire)

## 制作
本作のコンセプトは2005年に生まれた。
ビクトリア朝時代のロンドンが舞台として選ばれたのは、伝統的なものを残しつつも、産業革命による新たな変化を迎えるという時代背景がゲームとして落とし込みやすいと考えられたためである。
開発チームは長い時間をかけてロンドンなど複数の都市を取材し、リアルさとゲームデザインの観点から、現実味のある世界観の構築を目指した。
2009年、レディアットドーンはRAD Engine 4.0というPlayStation 4向けのゲームエンジンを開発したことに伴い、サンタモニカスタジオの共同プロジェクトとして本作の開発が動き出した。
開発は『ゴッド・オブ・ウォー 降誕の刻印』のレディアットドーンとSCE Santa Monica Studioである。ゲームディレクターも同作のディレクターであるDana Janが勤めている。
脚本を執筆したのはレディアットドーンのディレクタールー・ヴェーラスリヤと、HBOのシナリオライターカーク・エリスである。
本作のコンセプトは2005年に生まれたが、プロジェクトが本格的に動き出したのはPS4用の内製エンジンをレディアットドーンが開発した2009年からである。
政府を守る騎士と反乱軍とライカンの三つ巴の戦いが進む中で勢力が変わるという複雑なストーリーが展開する本作は、プレイヤーが考えながら遊ぶことができるよう、敵と味方の区別をあえてあいまいにした。
このうち、主人公の敵対種族であるライカンは、知性と動物的なものを組み合わせた方が怖いことに気づいた開発チームによって作られた。
E3開催前日となる2013年6月10日、E3 2013のプレイステーションプレスカンファレンスにおいてPlayStation 4用の新規IPとして発表された。
2015年1月17日、レディアットドーンは、本作は完成し、発売に向けた準備をしていることを明らかにした。

## 反響
発売前に約5時間に及ぶ本編プレイ映像が流出するという騒動が発生した 。
発売後には1人用モードしかない割にボリュームが少ない点や、そのボリュームに対する価格の問題を指摘された。
それに対し、レディアットドーンの創設者兼CEOであるWeerasuriyaはブログの中で「これは量ではなく質の問題だ」とコメントしている 。